# Шишкеєво
Шишке́єво (рос. Шишкеево, ерз. Шишкеево) — село у складі Рузаєвського району Мордовії, Росія. Адміністративний центр Шишкеєвського сільського поселення.

## Населення
Населення — 749 осіб (2010; 752 у 2002).
Національний склад (станом на 2002 рік):
- росіяни — 93 %